# Adam Tarn
Adam Tarn (ur. 20 października 1902 w Łodzi, zm. 23 czerwca 1975 w Lozannie) – polski dramaturg, dziennikarz i tłumacz literatury, dyrektor i kierownik artystyczny teatrów.

## Życiorys
Urodził się w rodzinie Ignacego, adwokata, i Julii z Freudenbergów. Kształcił się w Szwajcarii oraz Francji, w okresie przedwojennym był dziennikarzem i literatem. Lata II wojny światowej spędził w Stanach Zjednoczonych
Do Polski powrócił w 1949 roku. W latach 1952–1953 był dyrektorem i kierownikiem artystycznym Teatru Domu Wojska Polskiego. Następnie był kierownikiem artystycznym warszawskich Teatrów: Powszechnego (1955–1956), Ateneum (1956–1960) oraz Współczesnego (1960–1968).
19 stycznia 1955 na wniosek Ministra Kultury i Sztuki został odznaczony Medalem 10-lecia Polski Ludowej.
W 1956 roku był założycielem miesięcznika „Dialog”, w którym do 1968 roku pełnił funkcję redaktora naczelnego. Tworzył również dramaty oraz zajmował się tłumaczeniem sztuk teatralnych (m.in. Samuela Becketta, Harolda Pintera, Eugène Ionesco, Antoniego Czechowa, Maksima Gorkiego, Fritza Hochwäldera).
W 1968 roku został zwolniony ze stanowiska redaktora naczelnego i wyjechał z Polski. W kolejnych latach pracował jako wykładowca na uniwersytetach w Kanadzie.

## Wybrane utwory
- Zwykła sprawa (1950)
- Ortega (1952)
- Stajnia Augiasza (1954) – wyróżnienie konkursie na sztukę współczesną w 1955 roku
- Zmarnowane życie (1958)